# Chiesa di San Michele Arcangelo (Traversetolo)
La chiesa di San Nicolò è un luogo di culto cattolico dalle forme rinascimentali e barocche, situato in via dei Groppi 1 a Sivizzano, frazione di Traversetolo, in provincia e diocesi di Parma; è sede di una parrocchia compresa nella zona pastorale della Pedemontana.

## Storia
L'originario luogo di culto romanico fu costruito in epoca medievale; la più antica testimonianza della sua esistenza risale al 1230, quando la Capelle de Sivizzano fu citata nel Capitulum seu Rotulus Decimarum della diocesi di Parma tra le dipendenze della pieve di Traversetolo.
Secondo i documenti diocesani, nel 1354 l'antico edificio risultava unito alla chiesa di Santo Stefano di Torre, probabilmente perché inagibile in quanto diroccato. I due luoghi di culto rimasero aggregati fino agli inizi del XVI secolo, quando verso il 1520 la chiesa fu completamente ricostruita sui resti della precedente.
Entro il 1564 la chiesa fu elevata a sede di parrocchia autonoma.
Intorno al 1683 fu costruita una delle cappelle laterali, contenente l'altare dedicato a santa Lucia e san Rocco.
Tra la fine del XVII e gli inizi del XVIII secolo la chiesa fu parzialmente ristrutturata, con l'aggiunta delle decorazioni barocche negli interni e di alcuni dipinti.
Il 9 novembre del 1983 una forte scossa sismica causò vari danni al luogo di culto; l'anno seguente furono eseguiti i necessari lavori di consolidamento strutturale delle fondazioni, del tetto e dell'intera zona absidale.

## Descrizione

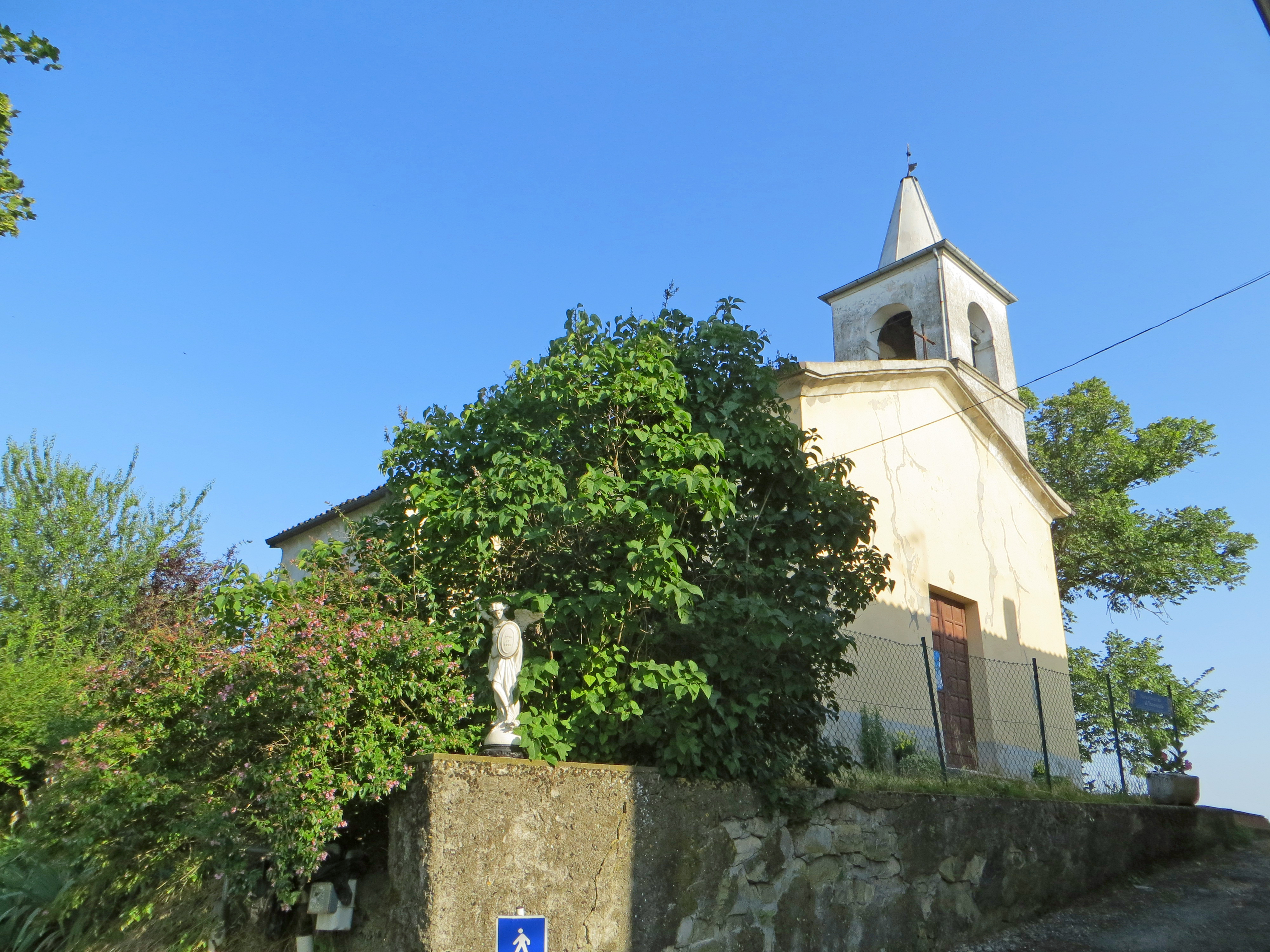
Facciata e lato nord

La piccola chiesa, collocata su un terrapieno di probabile origine artificiale, si sviluppa su un impianto irregolare a navata unica affiancata da una cappella su ogni lato, con ingresso a ovest e presbiterio a est.
La semplice e simmetrica facciata a capanna, interamente intonacata, è caratterizzata dalla presenza del portale d'ingresso centrale, rialzato di alcuni gradini; a coronamento corre lungo gli spioventi del tetto il cornicione modanato in aggetto. Sulla destra si innalza, lievemente arretrato, il campanile, con cella campanaria affacciata su tre lati attraverso ampie monofore ad arco a tutto sesto e guglia a base esagonale in sommità.
All'interno la navata è coperta da un soffitto a capanna in travetti lignei, retti da tre ampie arcate a tutto sesto intonacate poggianti su paraste coronate da capitelli dorici; sui fianchi si aprono, attraverso due arcate delimitate da cornici modanate, le cappelle laterali, decorate in sommità con un cornicione settecentesco in rilievo.
Il presbiterio, lievemente sopraelevato, è preceduto dall'arco trionfale, retto da due paraste; l'ambiente, coperto da una volta a crociera, accoglie il seicentesco altare maggiore ligneo marmorizzato; sul fondo si staglia la pala raffigurante la Madonna col Bambino e i santi Michele Arcangelo e Antonio da Padova, attribuita al pittore settecentesco Pietro Melchiorre Ferrari e probabilmente proveniente dalla cappella laterale dedicata al Suffragio.
La chiesa conserva all'interno di una cornice in legno marmorizzato un dipinto rappresentante la Madonna col Bambino e i santi Rocco e Lucia martire, risalente al XVII secolo, in origine probabilmente collocato dietro all'altare maggiore.